# Onobrychis kotschyana
Onobrychis kotschyana är en ärtväxtart som beskrevs av Edward Fenzl. Onobrychis kotschyana ingår i släktet esparsetter, och familjen ärtväxter. Inga underarter finns listade i Catalogue of Life.